# Mauro Codussi
Mauro Codussi, znany też jako: Mauro Coducci, Mauro Bergamasco, Moretus, Moro de Martiri, Moro da S. Zaccaria, Moro Lombardo, Maurus de Cudussis de Lentina (ur. 1440 w Lennie, zm. 1504 w Wenecji) – włoski architekt epoki odrodzenia, znany z projektów weneckich kościołów, w tym San Michele in Isola, pierwszego renesansowego kościoła w tym mieście.

## Życiorys i twórczość
Mauro Codussi urodził się jako syn Martina w Lennie. Nic pewnego nie wiadomo o jego życiu przed jego przybyciem do Wenecji w 1469 roku. Miał dwóch synów, Domenica, handlarza suknem i Santina.

### Budowle sakralne
Około 1469 roku rozpoczęto budowę kościoła San Michele in Isola. Nie wiadomo, dlaczego kameduli akurat Codussiemu zaproponowali sporządzenie projektu świątyni. Możliwe, że był wcześniej zaangażowany w budowę ich kościoła w Rawennie. Fasada kościoła, ukończona w 1475 roku, jest znaczącym przykładem wczesnego renesansu w Wenecji, stanowiąc precyzyjne połączenie architektury i kamiennego detalu. Codussi przypuszczalnie zaprojektował barco, wsparty na arkadach chór klasztorny, który przecina w poprzek kościół.
4 sierpnia 1482 roku patriarcha Wenecji, Maffeo Gerardo, podpisał umowę z Codussim dotyczącą odbudowy i wzmocnienia kampanili kościoła San Pietro di Castello, rażonej piorunem. Prace przy niej trwały 6 lat. Kampanila została również nakryta kopułą, (rozebraną w 1670 roku), która miała nadać budynkowi inny wygląd, z wyraźnymi odniesieniami do tradycji wenecko-bizantyńskiej.
W 1483 roku Codussi został „proto” (pierwszym architektem) kościoła San Zaccaria. Musiał pogodzić gotycki jeszcze styl swego poprzednika, Antonia Gambella (zmarłego w 1481 roku), z nowymi wymogami weneckiego renesansu. Dobudował górne kondygnacje kościoła, oraz renesansowe kolumny wewnątrz. Jego dziełem jest również pięciokondygnacyjna, marmurowa fasada (gotycka jedynie w dolnej części), ukończona w latach 1485–1490. Poszczególne jej kondygnacje zdobią dekoracyjne nisze, kolumny, pilastry i wysokie, renesansowe okna. Szczyt wieńczy półokrągły, bogato rzeźbiony tympanon, ozdobiony okrągłym oknem i figurami świętych.
W 1483 roku spłonęło wschodnie skrzydło Pałacu Dożów. Wkrótce potem ogłoszono przetarg na jego odbudowę. Choć źródła wymieniają Antonia Rizziego jako architekta związanego z odbudową, to wykonawstwo robót, z uwagi na styl, przypisać można Codussiemu. Zaprojektował on dwie całkowicie różne fasady, jedną od strony Rio di Palazzo, a drugą od strony dziedzińca. Zaprojektował również bogate dekoracje ścienne.
W latach 1483–1499 przy kościele Santi Apostoli zbudowano według projektu Codussiego kaplicę, przeznaczoną dla rodziny królowej Cypru, Katarzyny Cornaro.
W styczniu 1491 roku Codussi kierował pracami rekonstrukcyjnymi przy Scuoli Grande di San Marco, ukończonym w 1495 roku. Większość krytyków, porównując fasadę Scuoli z fasadą kościoła San Zaccaria, przypisuje Codussiemu fakturę majestatycznych łuków szczytu fasady.
15 listopada 1491 roku Codussi otrzymał zamówienie na zbudowanie kościoła Santa Maria Formosa. Prace nie zostały ukończone przed sierpniem 1497 roku. Kościół Santa Maria Formosa, z centralnym planem krzyża greckiego, o renesansowej prostocie linii, był zapowiedzią najważniejszego dzieła Codussiego, modelowego weneckiego kościoła renesansowego – San Giovanni Crisostomo. Codussi nie zdołał jednak ukończyć dzieła (zmarł w 1504 roku). Dokonał tego jego syn, Domenico.

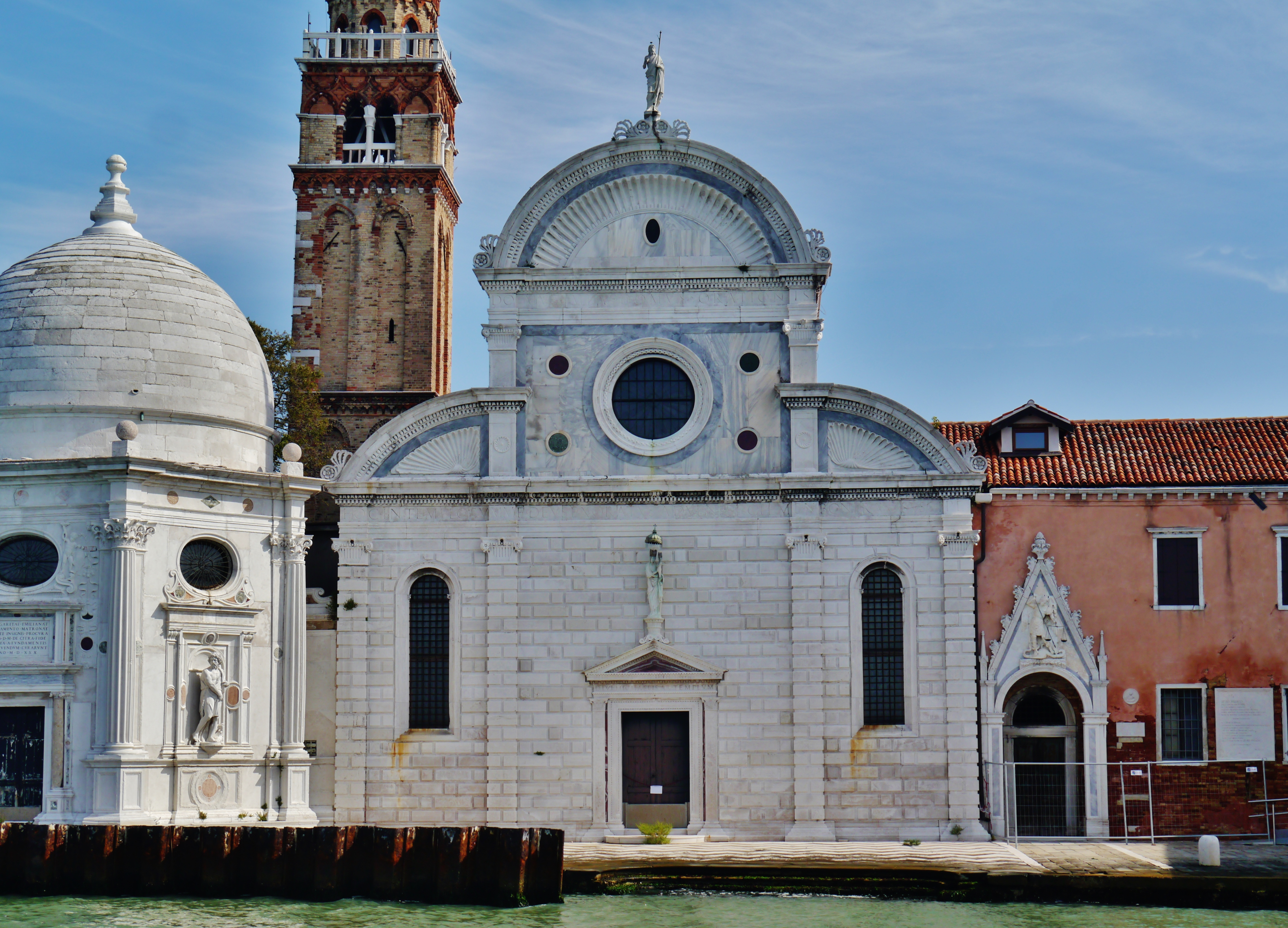
Kościół San Michele in Isola, 1469–1478
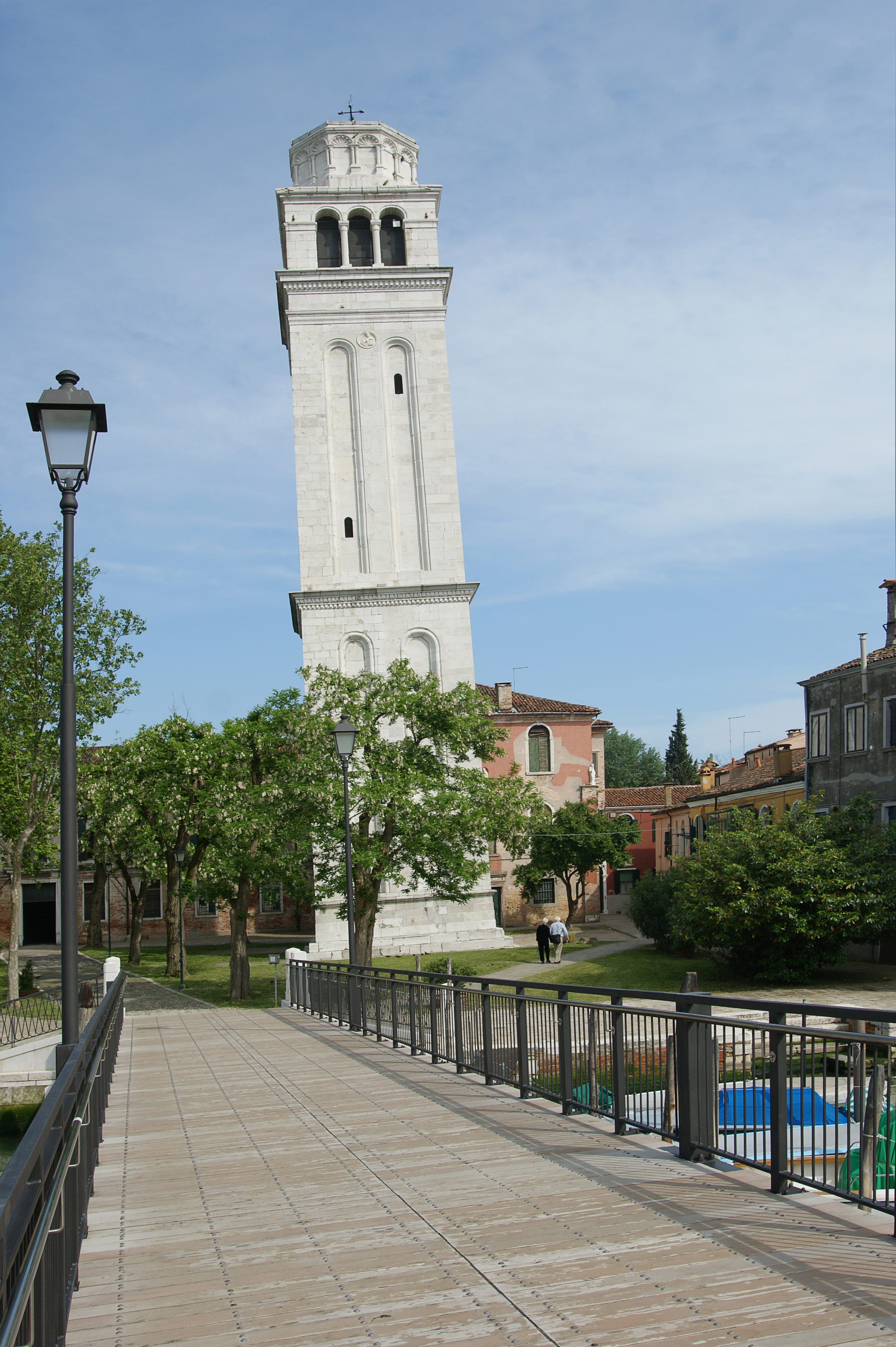
kampanila kościoła San Pietro di Castello, 1482–1488
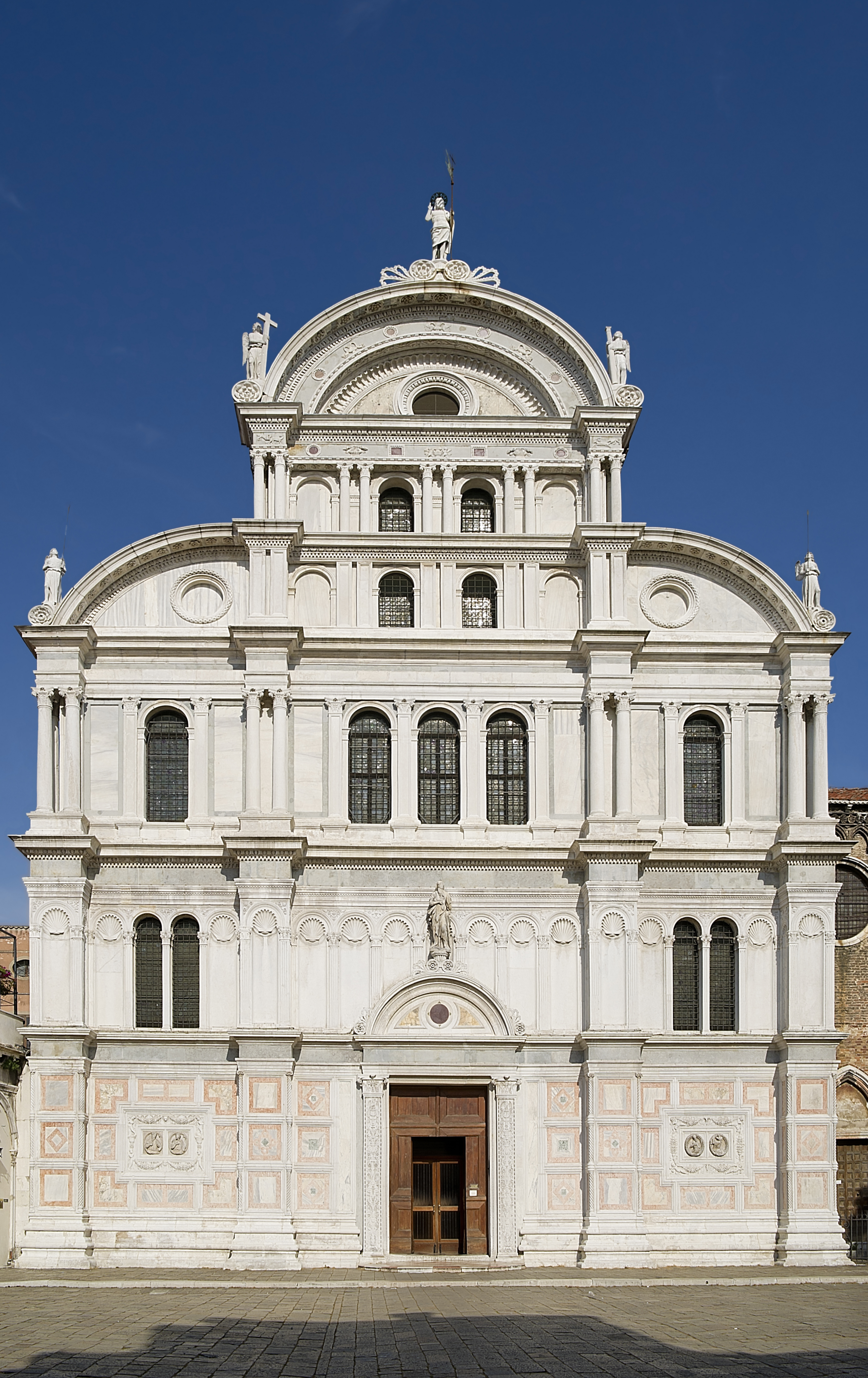
Kościół San Zaccaria, 1483–1490 (kontynuacja)
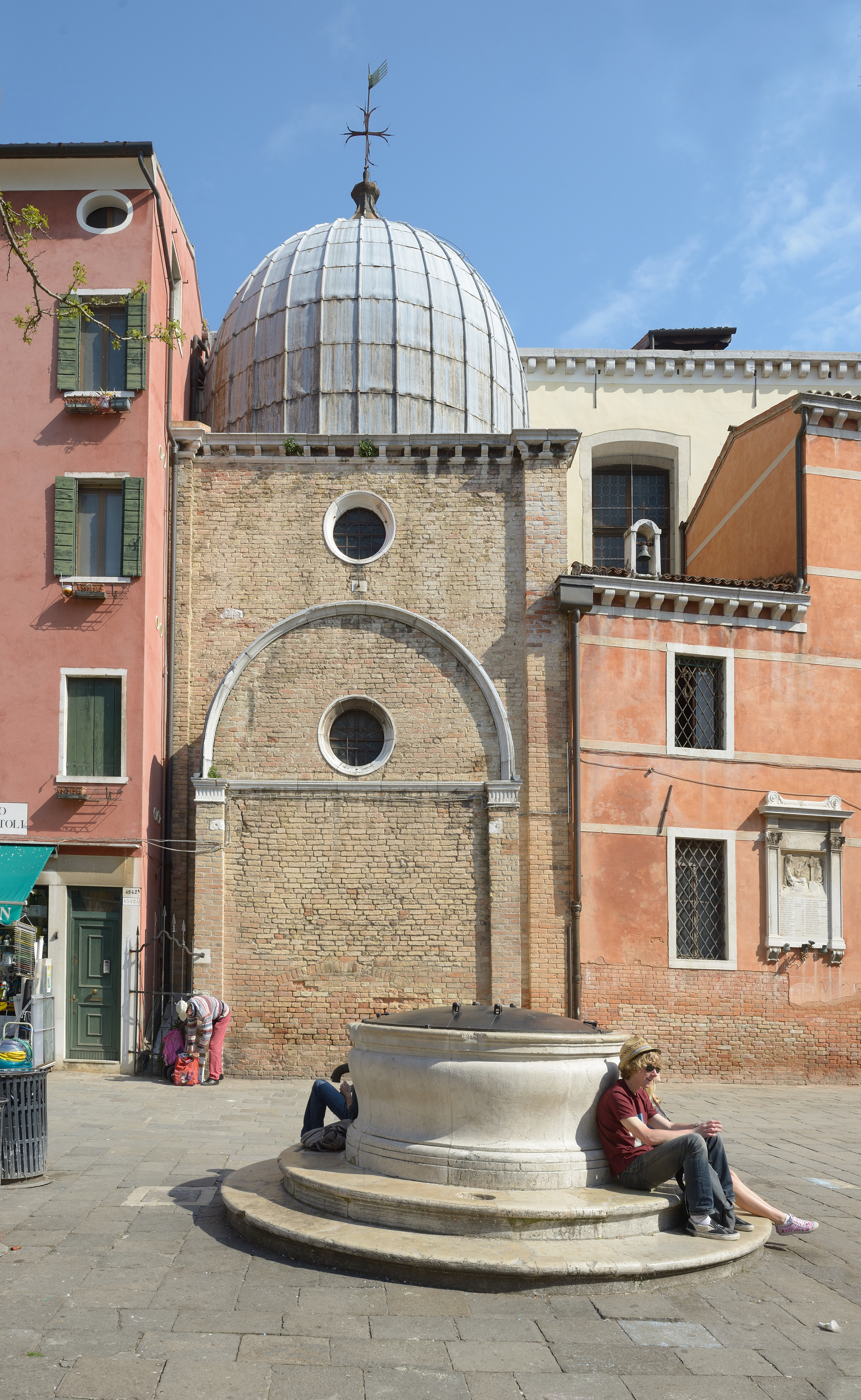
Kaplica Cornerów przy kościele Santi Apostoli, 1483–1499
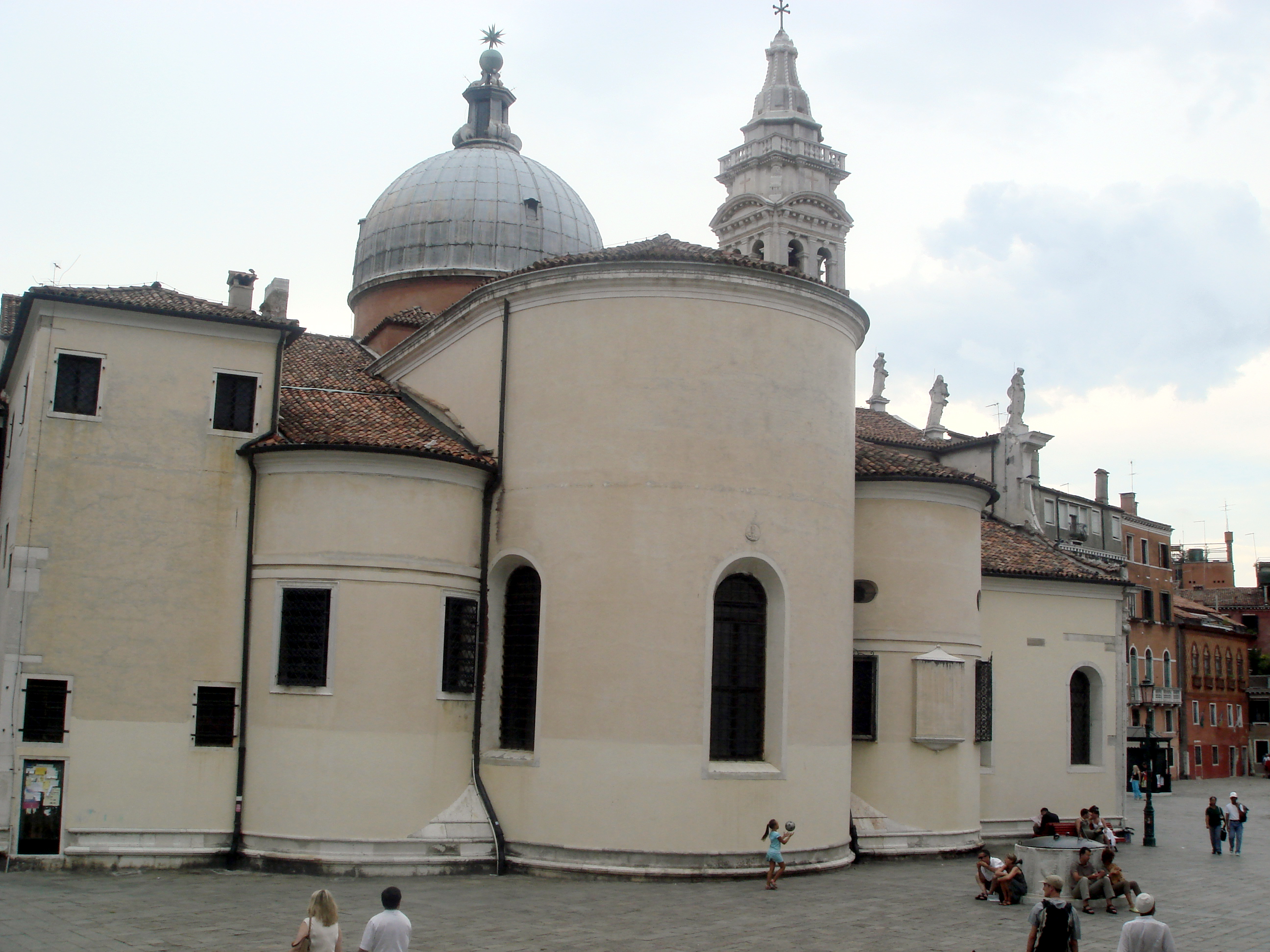
Kościół Santa Maria Formosa, 1492
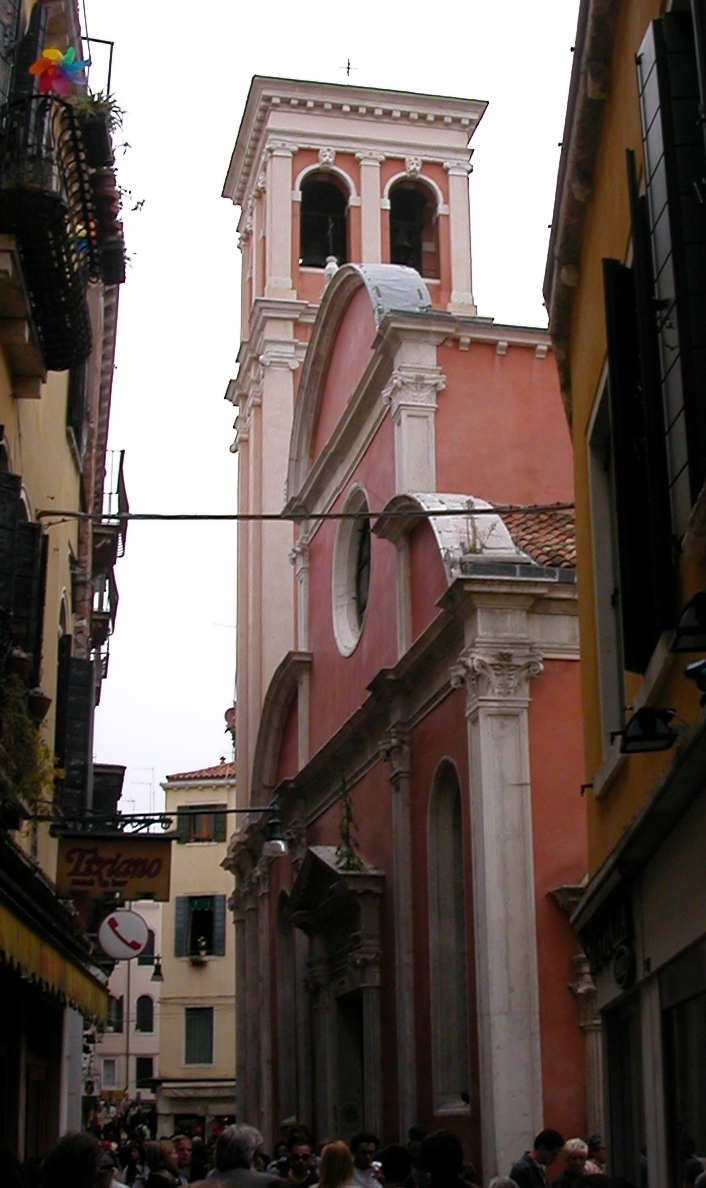
Kościół San Giovanni Crisostomo, 1495–1504

### Budowle świeckie
Około 1490 roku Codussi rozpoczął budowę pałacu Corner Spinelli. Jego charakterystyczną fasadę, zwróconą w stronę Canal Grande, cechują dwa porządki architektoniczne, oraz biforia ze ślepymi oculusami w górnej części, stanowiące połączenie elementów późnogotyckich i renesansowych
W 1481 roku rozpoczęto budowę pałacu Ca’ Vendramin Calergi. Przy budowie jego fasady Codussi wykorzystał swoje wcześniejsze doświadczenia, zdobyte przy budowie fasady pałacu Corner Spinelli.
Dziełem Codussiego była prawdopodobnie budowa wystawnych schodów Scuoli Grande di San Giovanni Evangelista, które zlecono mu po 13 maja w 1498 roku, po tym jak wstąpił do Bractwa św. Jana Ewangelisty.
Codussiemu przypisuje się również zbudowanie w latach 1496–1499 Wieży Zegarowej na Placu św. Marka oraz jej dwóch skrzydeł bocznych, zbudowanych w latach 1500–1506. Tradycyjnie Codussiemu przypisywano również projekt Procurazzie Vecchie, obecnie jednak przypisuje się je Scarpagninowi. Około 1500 roku Codussi zbudował Palazzo Zorzi Galeoni (jedno ze swych ostatnich dzieł), z fasadą zwróconą w stronę Rio di San Severo.

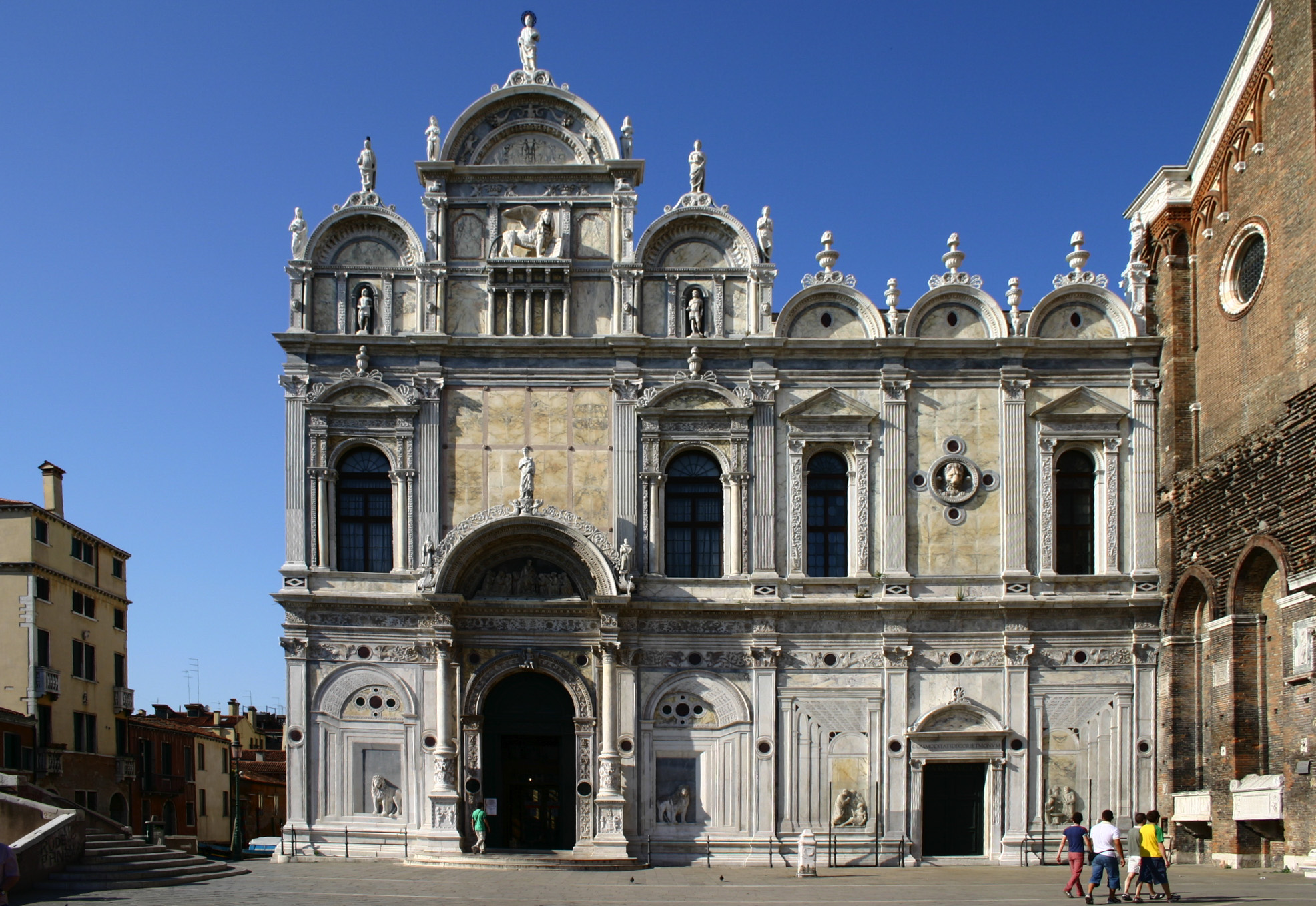
Scuola Grande di San Marco (górna część fasady), 1490
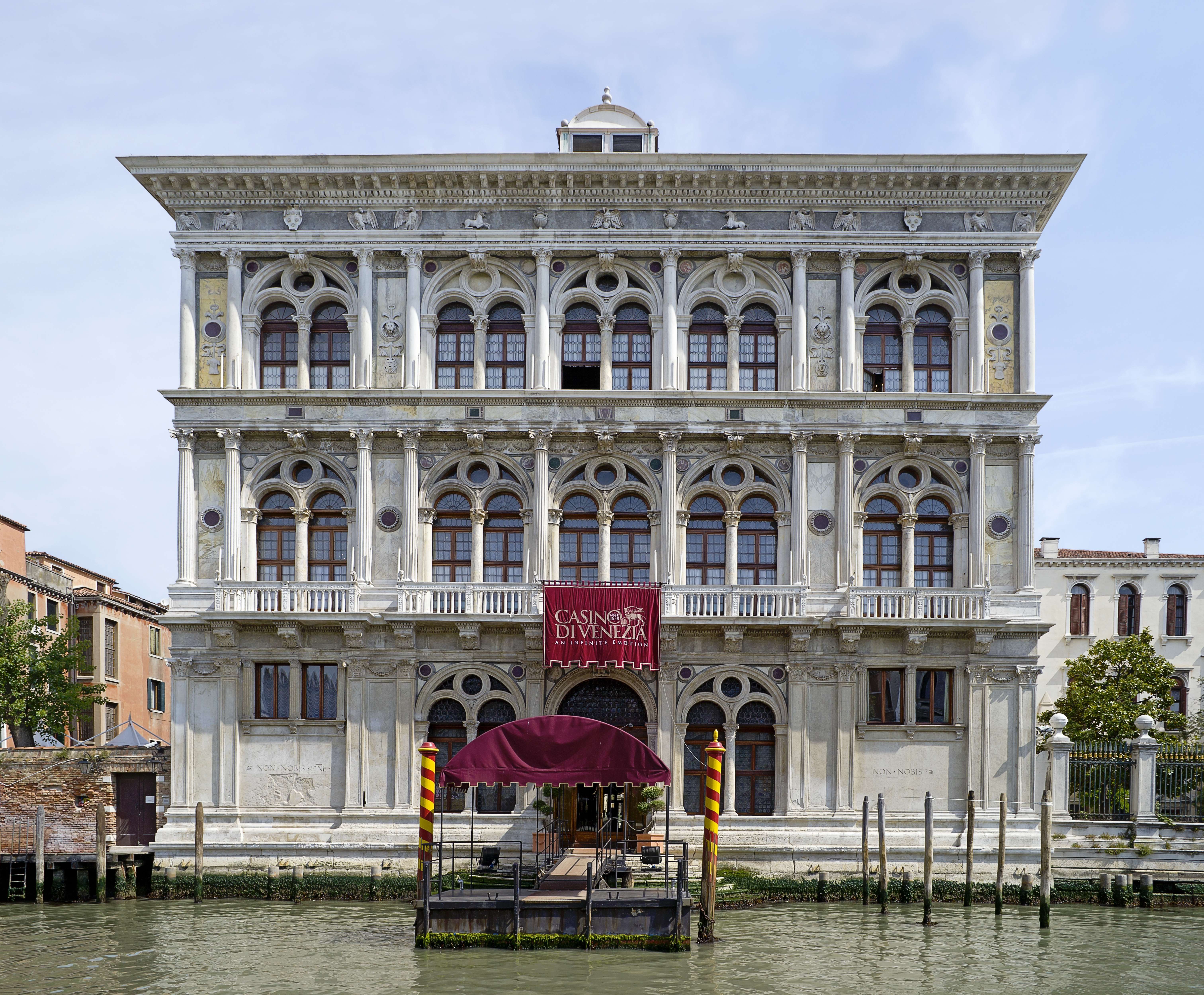
Ca’ Vendramin Calergi, 1481–1504
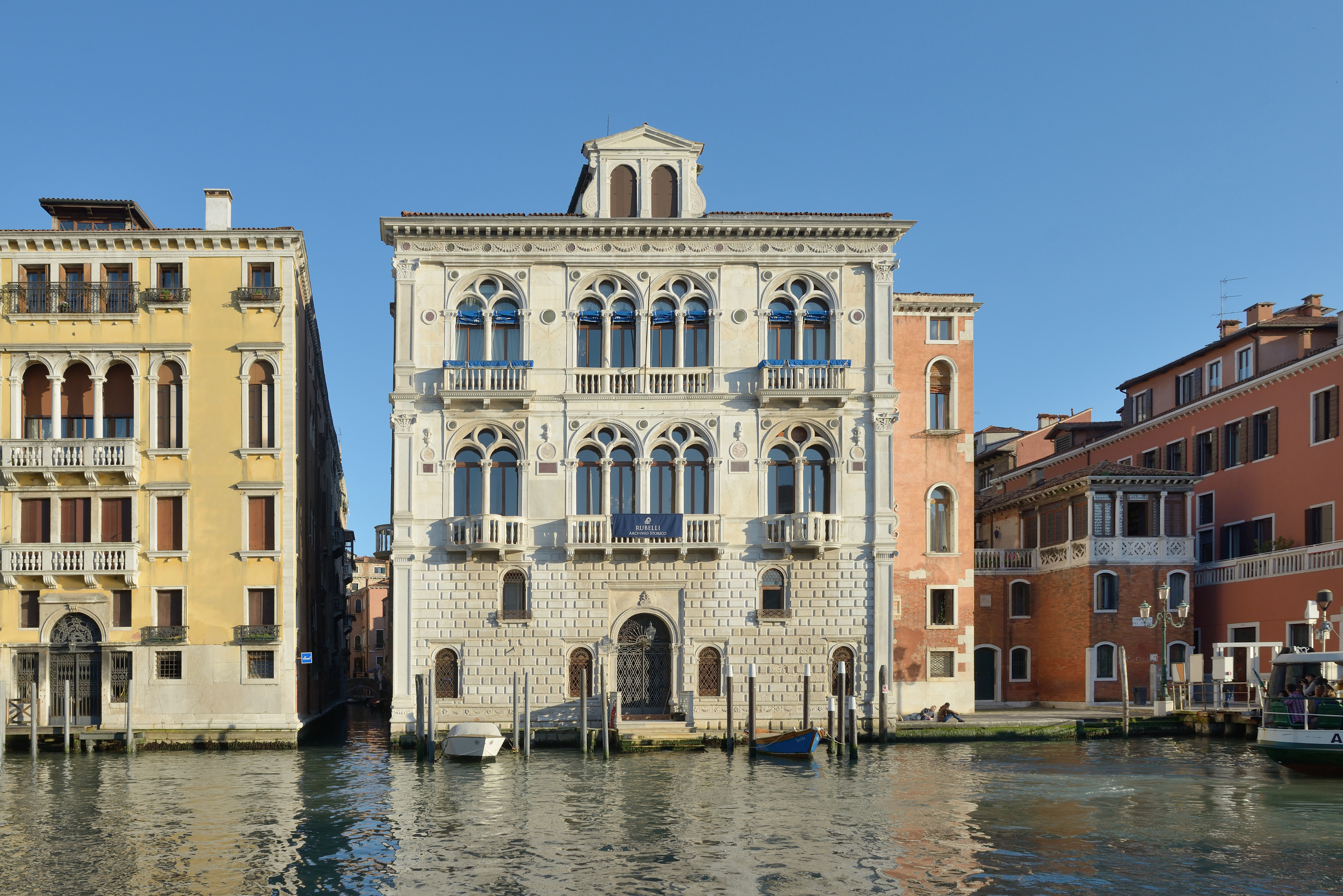
Palazzo Corner Spinelli, 1495–1500
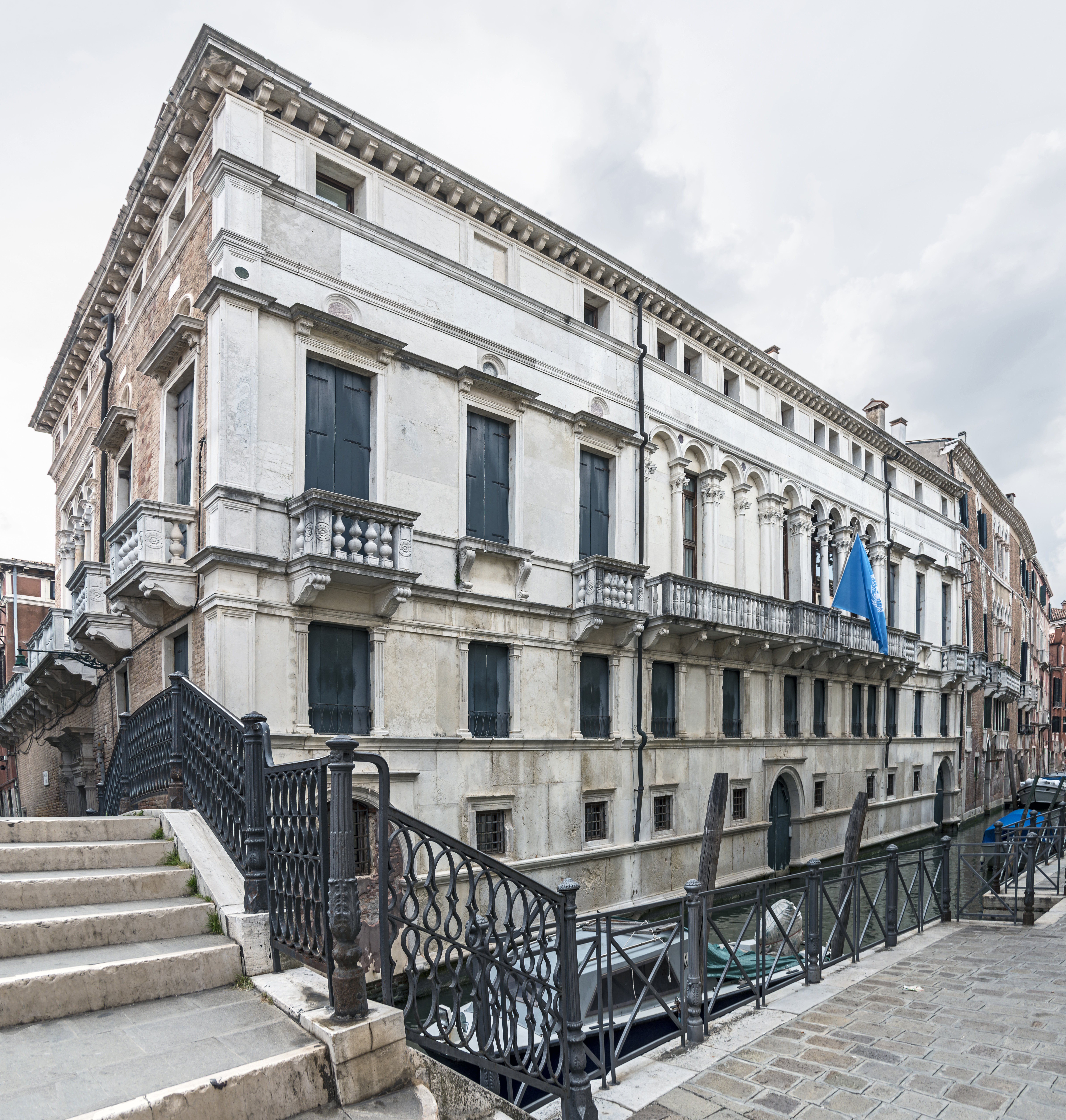
Palazzo Zorzi Galeoni, ok. 1500
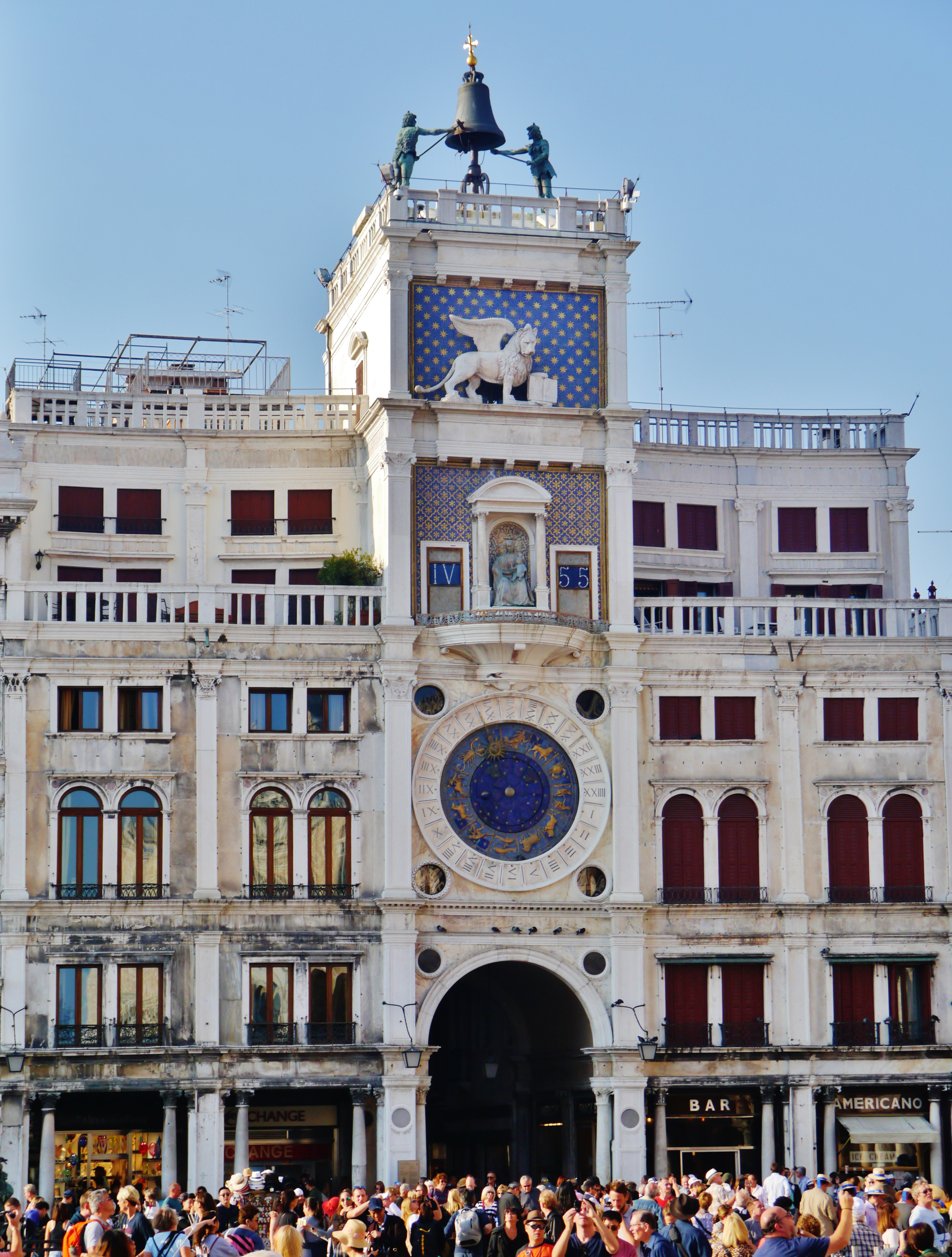
Wieża zegarowa, 1496–1506